# 西子宾馆
西子宾馆俗称「汪莊」，位於浙江省杭州市西湖，原为徽商汪裕泰茶庄主人汪惕予宅邸，营造于1927年。
1949年，中華人民共和國成立後，「汪莊」曾是中共中央主席毛澤東的住宿地，其后歷任最高領導人及部分黨和國家領導人也曾居住过此地。
1979年，「汪莊」改名西子宾馆，并逐渐开始对外开放营业。
如今西子宾馆仍在接待黨和國家領導人和境外貴賓，而莊園内工作人員皆为武警官兵。